# 일본국 헌법 제94조
일본국 헌법 제94조(일본어: 日本国憲法第94条)은 일본국 헌법 제8장 "지방 자치"의 조문 중 하나이다. 지방 자치 단체의 권능에 대해 규정하고 있다.

## 조문
일본국 헌법 제94조
지방 자치 단체는 그 재산을 관리하고 사무를 처리하며, 또한 행정을 집행할 권능을 가지고, 법률의 범위 내에서 조례를 제정할 수 있다.

## 해설
헌법과 법률에 위배되지 않는 범위 내에서 지방 의회는 조례를 제정할 수 있는 권한을 가지고 있다.